# Hochschulbibliothek

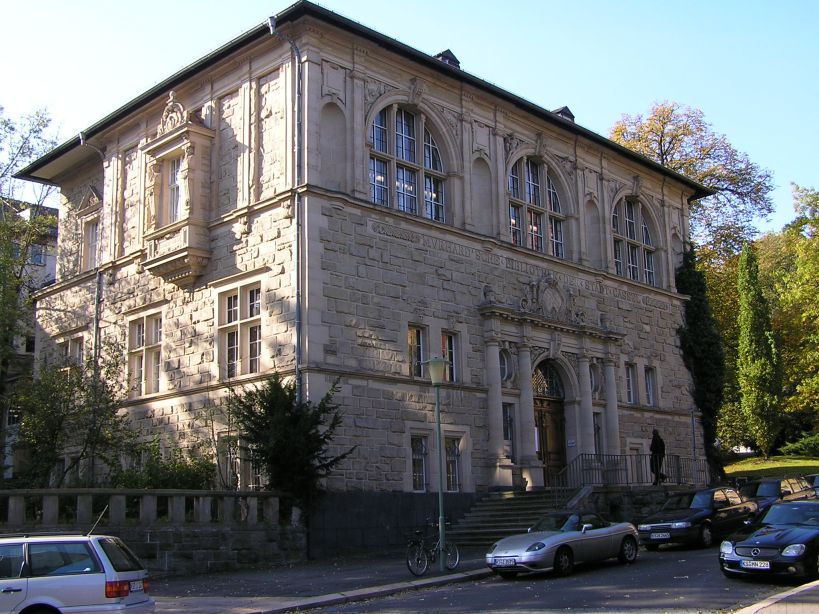
ULB Kassel

Hochschulbibliotheken sind Wissenschaftliche Bibliotheken, die primär der Literatur- und Informationsversorgung von Hochschulen dienen. Darunter fallen Universitätsbibliotheken, Fachhochschulbibliotheken, Bibliotheken an Kunsthochschulen, Musikhochschulen, Pädagogischen Hochschulen und Gesamthochschulen.

## Einordnung ins deutsche Bibliothekswesen
Im Gegensatz zu Öffentlichen Bibliotheken, die hauptsächlich der allgemeinen Information, der beruflichen Bildung und der Befriedigung kultureller Bedürfnisse dienen, sind Hochschulbibliotheken für die Literatur- und Informationsversorgung in den Bereichen Lehre, Forschung und Studium zuständig. Im von der Bundesvereinigung Deutscher Bibliotheksverbände herausgegebenen Ziel- und Strukturpapier Bibliotheken ’93 werden die Hochschulbibliotheken der Funktionsstufe drei, also dem spezialisierten Bedarf, zugeordnet. Die gesetzliche Grundlage für Hochschulen und somit indirekt auch für Hochschulbibliotheken bildet das Hochschulrahmengesetz des Bundes, welches jedoch nur allgemeine Grundsätze festschreibt. Nähere Bestimmungen werden in den Hochschulgesetzen der Länder und den jeweiligen Hochschulordnungen geregelt. In ihnen ist die Hochschulbibliothek als eine der zentralen Einrichtungen der Hochschule teilweise ausdrücklich vorgesehen.

## Benutzerkreis
Hochschulbibliotheken dienen in erster Linie den Angehörigen der eigenen Hochschule für die Lehre, die Forschung und das Studium. Zu dieser Gruppe gehören insbesondere Professoren, weitere in Lehre und Forschung tätige Personen und Studierende. Darüber hinaus können die Bibliotheken in der Regel auch von Angehörigen anderer Hochschulen und in manchen Ländern von allen interessierten Personen genutzt werden. Nimmt die Hochschulbibliothek gleichzeitig weitere Rollen, beispielsweise als Stadtbibliothek oder Landes- oder Staatsbibliothek, wahr, so wendet sie sich an mehrere Benutzergruppen gleichermaßen.

## Auftrag
Der Hauptauftrag der Hochschulbibliotheken besteht in einer umfassenden und unmittelbaren Literatur- und Informationsversorgung für Lehre, Forschung und Studium. Dies geschieht insbesondere durch Informationsvermittlung, Informationsproduktion und Unterstützung wissenschaftlichen Lehrens und Lernens. Nachgewiesen und zur Verfügung gestellt werden sowohl wissenschaftliche Monographien, Handbücher, Bibliographien und Fachzeitschriften, als auch in zunehmendem Maße Datenbanken und andere elektronisch verfügbare Ressourcen. Hierzu werden sowohl lokale Bestände aller an der Hochschule vertretenen Fächer aufgebaut, als auch Datenbanklizenzen für nationale oder internationale Datenbanken erworben. Die Hochschulbibliotheken, die am Bibliotheksindex 2010 teilnahmen, gaben durchschnittlich 30 % ihres Medienetats für elektronische Bestände aus, in Einzelfällen sogar bis zu 75 %.
Viele Hochschulbibliotheken sind auch Universalbibliotheken.

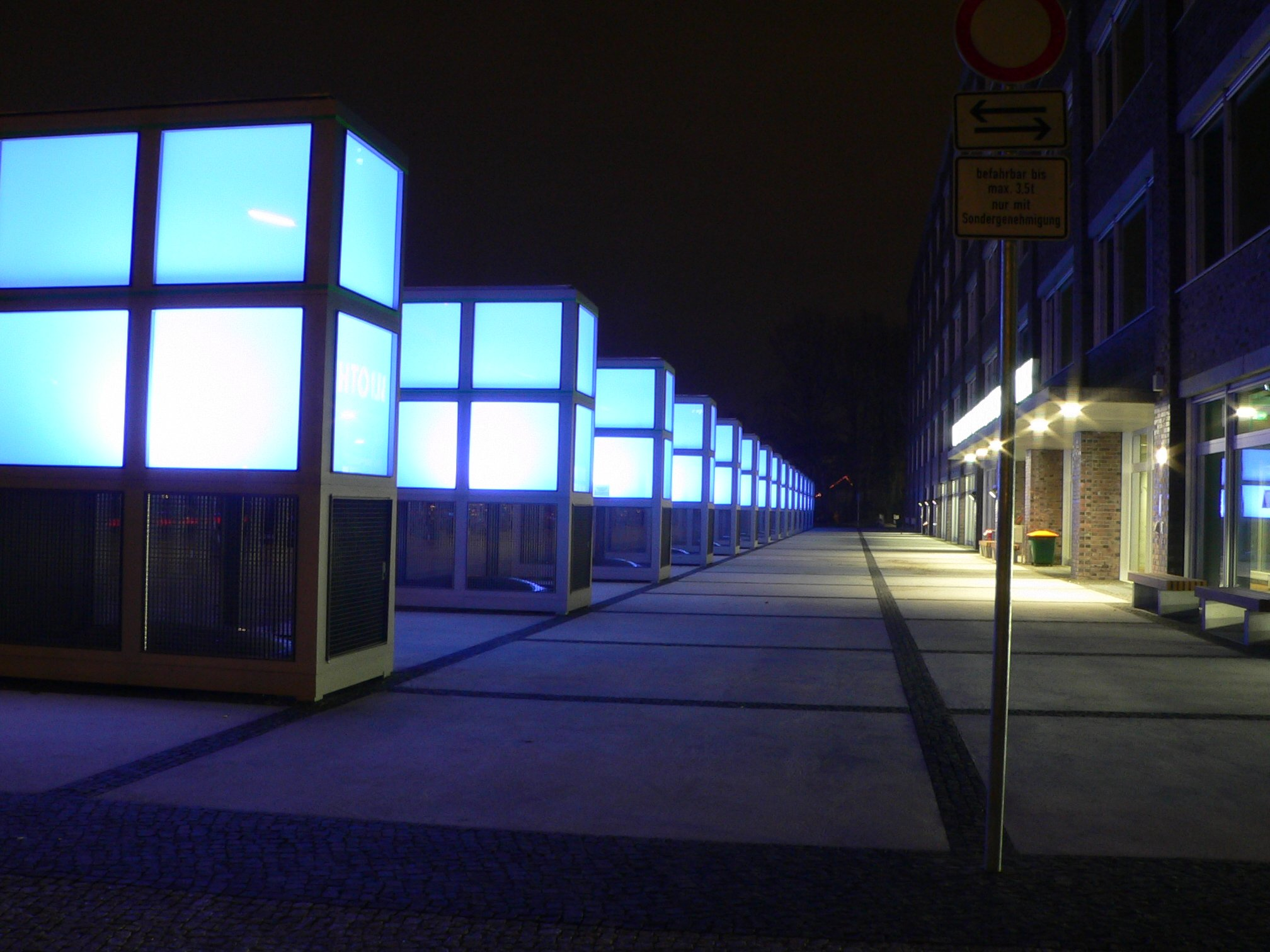
Nächtliches Lichtspiel vor der Zentralbibliothek der TU und UDK in Berlin

Die Benutzer werden durch Beratung und Schulung in ihrer Informationskompetenz gestärkt. Die Bibliotheken schaffen den Raum für elektronisches wissenschaftliches Publizieren, indem sie Hochschulschriftenserver unterhalten.
Sie bieten außerdem Arbeitsmöglichkeiten für Einzel- oder Gruppenarbeit und die Nutzung von technischen Hilfsmitteln an. Zudem erfüllen Hochschulbibliotheken weitere außeruniversitäre regionale und überregionale Aufgaben. Insbesondere die Teilnahme am regionalen, nationalen und internationalen Leihverkehr sowie die Pflege der Sondersammelgebiete, die Mitarbeit im jeweiligen Bibliotheksverbund sowie die Informationsversorgung der Bevölkerung der Region mit wissenschaftlicher Literatur sind in diesem Zusammenhang zu nennen. Einige Hochschulbibliotheken sind darüber hinaus zugleich Stadtbibliotheken, Staatsbibliotheken oder Landesbibliotheken und nehmen in dieser Funktion mannigfaltige zusätzliche Aufgaben wahr.

## Einordnung innerhalb der Hochschule
Die Hochschulbibliothek ist Teil der Hochschulorganisation. Sie gehört wie beispielsweise auch das Hochschulrechenzentrum und die zentrale Studienberatung zu den zentralen Einrichtungen der Hochschule. Hochschulbibliotheken sind weitgehend hierarchisch organisiert, Vorgesetzter des Bibliotheksleiters ist beispielsweise der Kanzler der Universität. In vielen Hochschulbibliotheken sind die Mitarbeiter noch Beamte oder Angestellte im öffentlichen Dienst.

## Träger / Haushalt
Träger der Hochschulbibliotheken ist in der Regel das jeweilige Bundesland. Die meisten Hochschulbibliotheken finanzieren sich über einen Haushalt, der sich aus dem Landeshaushalt speist. Er ist entweder direkt vom Land für die Bibliothek festgelegt und wird ihr zugewiesen oder aber Teil des Globalhaushaltes für die gesamte Hochschule. Bei der Vergabe eines einheitlichen Globalhaushaltes seitens des Bundeslandes bestimmt die Hochschule autonom die einzelnen Posten.

## Typologie
Die Gesamtheit der Hochschulbibliotheken in Deutschland gliedert sich auf in Universitätsbibliotheken, Fachhochschulbibliotheken, Bibliotheken der Musik- und Kunsthochschulen und in die Bibliotheken der Gesamthochschulen und Pädagogischen Hochschulen. Es gibt derzeit 78 Universitäten, die innerhalb ihrer Bibliothekssysteme insgesamt teilweise jeweils bis zu mehrere hundert Einzelbibliotheken unterhalten. Die Universitätsbibliotheken stellen innerhalb der Hochschulbibliotheken den gewichtigsten Teil dar. Der Begriff Hochschulbibliothek wird sogar oft synonym zu Universitätsbibliothek gebraucht. Neben den Universitätsbibliotheken existieren jedoch 177 sonstige Hochschulbibliotheken insbesondere an Fachhochschulen, aber auch an Kunst- und Musikhochschulen.

### Universitätsbibliotheken
Hauptartikel: Universitätsbibliothek

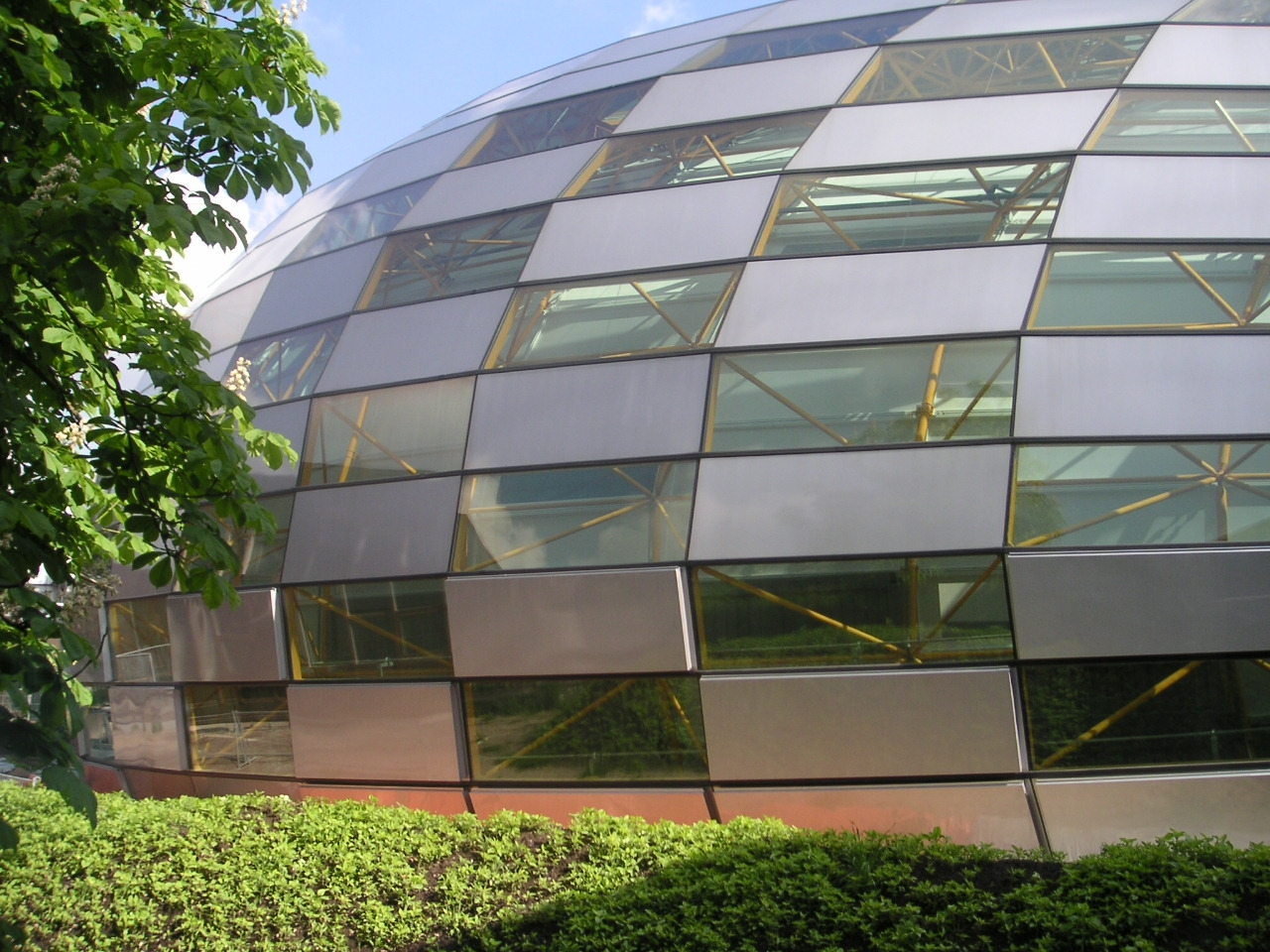
Freie Universität Berlin – Philologische Bibliothek

Zu Universitätsbibliotheken gehören auch Bibliotheken der technischen Universitäten und anderen gleichgestellten Hochschulen. Sie weisen, was die Bestandsgröße angeht, ein äußerst heterogenes Gesamtbild auf – die kleinsten Universitätsbibliotheken haben mehrere hunderttausend Medieneinheiten, die größten über fünf Millionen.
Innerhalb der Universitätsbibliotheken gibt es zwei unterschiedliche Organisationsmodelle: das einschichtige oder integrierte und das zweischichtige oder duale Bibliothekssystem.
Das ältere der beiden Modelle ist das zweischichtige Bibliothekssystem, bei dem es eine Zentralbibliothek und parallel zu ihr viele kleinere, über den gesamten Campus verteilte unabhängige Institutsbibliotheken gibt. Die Zentralbibliothek leistet hierbei zentrale Aufgaben wie die Erstellung eines Gesamtkatalogs oder die Durchführung der Fernleihe. Demgegenüber gehören die Seminar-, Instituts- oder Lehrstuhlbibliotheken organisatorisch einem bestimmten Institut oder Lehrstuhl an und nehmen folglich auch primär dessen Belange wahr.
Die Institutsbibliotheken werden oft von nicht eigens dafür ausgebildetem Personal geführt, während die Zentralbibliothek ausschließlich von fachlich qualifizierten Mitarbeitern betreut wird. Die Existenz vieler kleinerer Bibliotheken führt oft dazu, dass Dubletten erworben werden, was jedoch für den Präsenzdienst wie für die Ausleihe Vorteile haben kann.
Das einschichtige Bibliothekssystem findet sich insbesondere bei neueren Universitäten. Es kennzeichnet sich vor allem durch eine einheitliche Organisations- und Verwaltungszentrale. Es gibt mehrere Teilbibliotheken mit fachlicher Ausrichtung, die oft in einem Gebäude untergebracht sind. Die gesamte Literaturauswahl wird unter Mitbestimmung der Wissenschaftler von den Fachreferenten der Bibliothek getroffen. Durch die einheitliche Organisationsstruktur werden Dubletten vermieden.

### Fachhochschulbibliotheken
Hauptartikel: Fachhochschulbibliothek

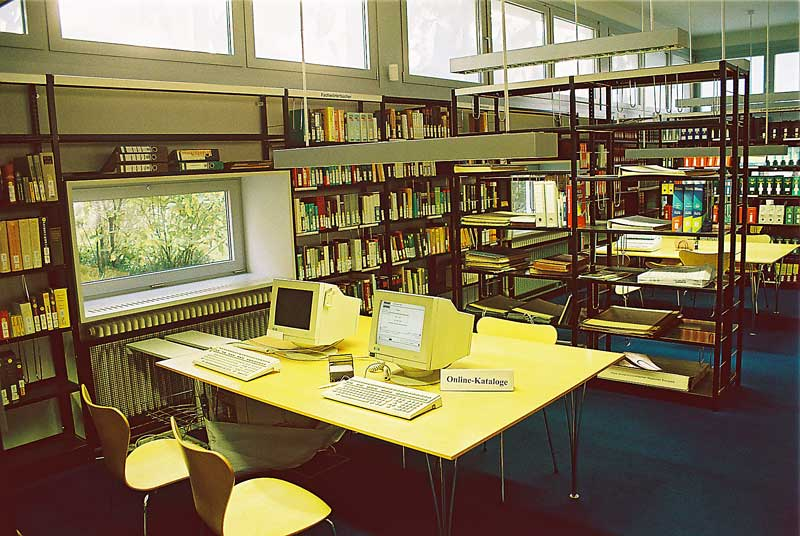
Bibliothek der FH Eberswalde

Fachhochschulbibliotheken entstanden in ihrer heutigen Form in den 70er Jahren, in denen aus diversen Vorgängereinrichtungen die heutigen Fachhochschulen wurden. Somit ist dieser Bibliothekstyp relativ neu. Fachhochschulbibliotheken sind von ganz unterschiedlicher Größe – wie auch die Fachhochschulen – und meist keine Universalbibliotheken, da sie nur einen fachspezifischen Bestand aufbauen.

### Musik- und Kunsthochschulbibliotheken
Musik- und Kunsthochschulen sind die kleinsten Hochschultypen in Deutschland, weswegen ihren Bibliotheken oft wenig Beachtung zukommt. Ein entscheidender Unterschied zu den Universitäts- und Fachhochschulbibliotheken besteht in der Art des Bestandes. In Musik- und Kunsthochschulen spielen Bücher oft eine nur untergeordnete Rolle im Vergleich zu Kunstblättern, Diapositiven, Noten und Tonträgern.

### Pädagogische Hochschulbibliotheken und Gesamthochschulbibliotheken
Diese beiden Typen spielen heute eine untergeordnete Rolle, da es die zugehörigen Hochschultypen nur noch in geringer Anzahl gibt.

## Geschichte

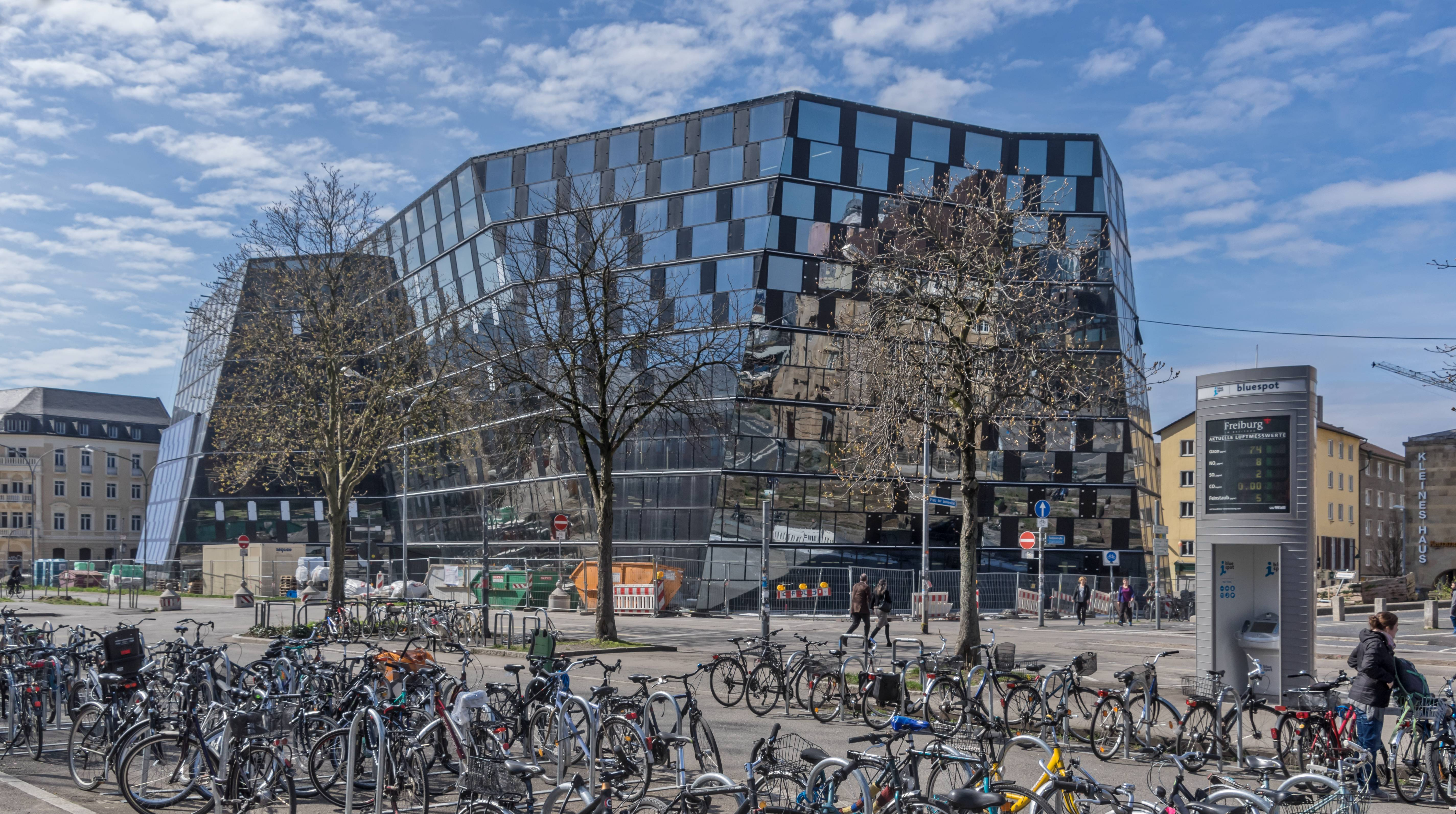
Gebäude der UB Freiburg

Die erste Universitätsbibliothek entstand an der Sorbonne in Paris bereits im Jahre 1257. In Deutschland folgten die ersten Hochschulbibliotheken im 14. Jahrhundert im Zuge der damaligen Universitätsgründungen und der Aufwärtsentwicklung des Universitätswesens insgesamt. Hervorzuheben sind hier die Bibliotheken der
Universitäten Heidelberg, Leipzig, Rostock, Freiburg und Tübingen. Während der Reformationszeit wurden weitere wichtige Hochschulbibliotheken wie die Universitätsbibliothek Würzburg gegründet.

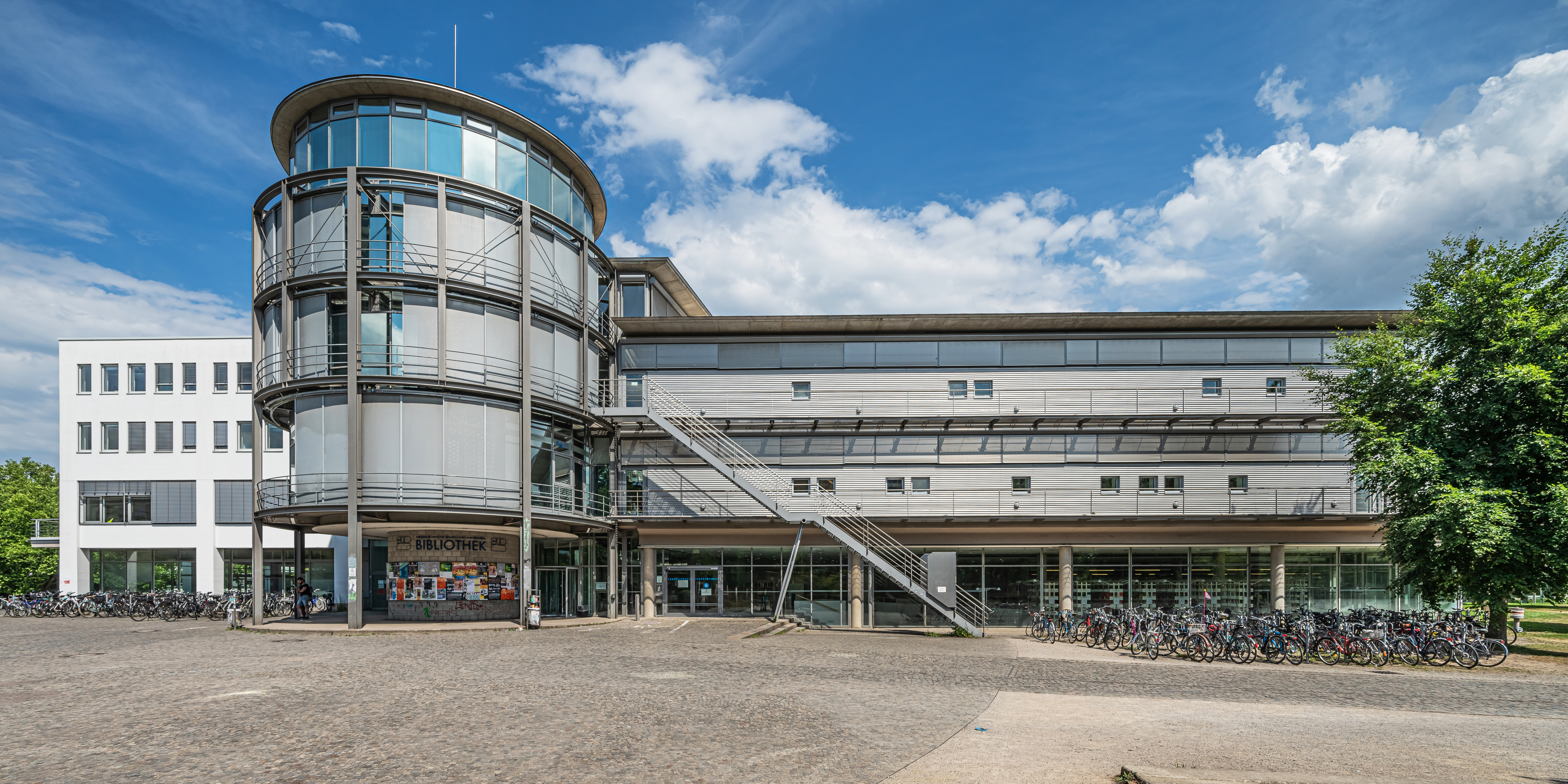
Neubau der SUB Göttingen

Eine wichtige Epoche im Zusammenhang mit der Entstehung von Hochschulbibliotheken ist auch die Aufklärung, während der beispielsweise die Niedersächsische Staats- und Universitätsbibliothek Göttingen, die Universitäts- und Landesbibliothek Halle, Universitätsbibliothek Erlangen gegründet wurden. Im Zuge der preußischen Bildungsreform im 19. Jahrhundert entstanden weitere wichtige Bibliotheken zum Beispiel in Bonn und Berlin.
Im beginnenden 20. Jahrhundert gab es viele Neugründungen von Bibliotheken, die sich auf einen bereits vorhandenen Altbestand anderer Einrichtungen stützen konnten, so die Universitäts- und Landesbibliothek Münster, die 1902 gegründet wurde. Bei vielen anderen Bibliotheken musste jedoch mit dem Bestandsaufbau bei null begonnen werden. Interessant ist auch die Gründung der fünf (ehemaligen) Gesamthochschulen in Nordrhein-Westfalen ab 1972 in Duisburg, Essen, Paderborn, Siegen und Wuppertal: Die dortigen Bibliotheken wurden im Gegensatz zu vielen älteren Bibliotheken von Beginn an einschichtig aufgebaut. Ein für viele Dinge exemplarisch stehendes Beispiel ist die Niedersächsische Staats- und Universitätsbibliothek Göttingen.